# Beatrix Hegenkötter
Beatrix Hegenkötter (geboren am 14. Januar 1975 in Greifswald) ist eine deutsche Politikerin der Sozialdemokratischen Partei Deutschlands (SPD). Seit 2021 ist sie Abgeordnete des Landtags von Mecklenburg-Vorpommern.

## Leben
Nach dem Abitur studierte sie Grafik-Design in Anklam. Sie arbeitete anschließend in Stralsund und Hamburg. Im Jahr 2000 gründete sie ein Design-Büro in Stralsund. Von 2009 bis 2014 war sie als Geschäftsführerin der Stralsunder Bürgerschaftsfraktion Forum Kommunalpolitik tätig. Von 2015 bis 2020 arbeitete sie im Wahlkreisbüro der SPD-Bundestagsabgeordneten Sonja Steffen. Anschließend war sie bei der Firma Hegenkötter Garten- und Landschaftsbau tätig.
Beatrix Hegenkötter ist verheiratet und hat zwei Kinder.

## Politik
Beatrix Hegenkötter war von 2008 bis 2014 Mitglied der Wählergemeinschaft FORUM Kommunalpolitik. Sie trat im Jahr 2016 in die SPD ein. Seit 2018 ist sie Vorsitzende des SPD-Ortsvereins Negast/Steinhagen und von 2019 bis 2022 Vorsitzende des SPD-Kreisverbandes Vorpommern-Rügen.
Bei der Landtagswahl in Mecklenburg-Vorpommern 2021 trat sie im Landtagswahlkreis Stralsund II an, gewann diesen und wird damit den Wahlkreis im 8. Landtag Mecklenburg-Vorpommern vertreten.

## Mitgliedschaften
- Schulförderverein der Grundschule „Karl Krull“ Steinhagen (seit 2019)
- Begleitausschuss des „Demokratie leben“ Projektes des Amtes Niepars (seit 2015)
- Beirat der Volkshochschule Vorpommern-Rügen
- Verein Deutsch-Afrikanische Zusammenarbeit e. V.
- Gemeindevertretung Jakobsdorf (seit Mai 2019)